# Estación Obispo
Estación Obispo är en ort i Mexiko.   Den ligger i kommunen Culiacán och delstaten Sinaloa, i den västra delen av landet, 1 000 km nordväst om huvudstaden Mexico City. Estación Obispo ligger 38 meter över havet och antalet invånare är 1 622.
Terrängen runt Estación Obispo är huvudsakligen platt, men österut är den kuperad. Runt Estación Obispo är det ganska tätbefolkat, med 155 invånare per kvadratkilometer. Närmaste större samhälle är El Rosario, 4,8 km sydväst om Estación Obispo. Trakten runt Estación Obispo består till största delen av jordbruksmark.